# 1931 v hudbě
Tento článek obsahuje události související s hudbou, které proběhly v roce 1931.

## Narození
- 5. ledna – Alfred Brendel, rakousko-britský klavírista
- 8. ledna – Bill Graham, pořadatel koncertů († 25. října 1991)
- 14. ledna – Juraj Pospíšil, slovenský hudební skladatel († 20. září 2007)
- 22. ledna – Sam Cooke, americký zpěvák († 11. prosince 1964)
- 25. března – Paul Motian, americký jazzový bubeník († 22. listopadu 2011)
- 3. dubna – Jiří Laburda, český hudební vědec a skladatel
- 29. dubna – Lonnie Donegan, skotský zpěvák († 3. listopadu 2002)[1]
- 27. května – Věroslav Neumann, český hudební skladatel († 28. listopadu 2006)
- 3. července – Josef Chuchro, český violoncellista († 19. srpna 2009)
- 31. července – Kenny Burrell, americký jazzový kytarista
- 12. září – George Jones, americký zpěvák a kytarista
- 1. října - Jiří Suchý, český skladatel, textař, zpěvák a herec. Spoluzakladatel divadla Semafor
- 5. listopadu – Ike Turner, americký hudebník, manžel Tiny Turner († December 12, 2007)
- 16. listopadu – Hubert Sumlin, americký kytarista († 4. prosince 2011)
- 24. prosince – Ray Bryant, americký jazzový klavírista († 2. června 2011)
- 27. prosince – Scotty Moore, americký kytarista

## Úmrtí
- 7. května – Antonín Petzold, český varhaník, dirigent, sbormistr a hudební skladatel (* 13. srpna 1858)
- 14. června – Jimmy Blythe, americký klavírista (* 20. května 1901)
- 6. srpna – Bix Beiderbecke, americký kornetista a hudební skladatel (* 10. března 1903)
- 27. října – Ludvík Čelanský, český dirigent a hudební skladatel (* 17. července 1870)